# Classic Loire-Atlantique 2023
De 23e editie van Classic Loire-Atlantique vond plaats op 18 maart 2023. De start en finish van deze wielerwedstrijd lag in La Haie-Fouassière.
Deze editie werd gewonnen door de Fransman Axel Zingle. Hij won de sprint die bestond uit een grote groep renners. Tweede werd Laurence Pithie. De derde renner die op het podium stond was de Nederlander Maikel Zijlaard.
De wedstrijd was onderdeel van de UCI Europe Tour kalender en de Coupe de France.

## Uitslag
| Plaats  | Naam            | Ploeg                       | tijd     |
| ------- | --------------- | --------------------------- | -------- |
| Winnaar | Axel Zingle     | Cofidis                     | 4u27'17" |
| 2       | Laurence Pithie | Groupama-FDJ                | z.t.     |
| 3       | Maikel Zijlaard | Tudor Pro Cycling Team      | z.t.     |
| 4       | Paul Penhoët    | Groupama-FDJ                | z.t.     |
| 5       | Colin Joyce     | Human Powered Health        | z.t.     |
| 6       | Gotzon Martín   | Euskaltel-Euskadi           | z.t.     |
| 7       | Donavan Grondin | Arkéa-Samsic                | z.t.     |
| 8       | Romain Cardis   | Saint Michel-Mavic-Auber 93 | z.t.     |
| 9       | Emmanuel Morin  | CIC U Nantes Atlantique     | z.t.     |
| 10      | Damien Touzé    | AG2R-Citroën                | z.t.     |

2000 · 2001 · 2002 · 2003 · 2004 · 2005 · 2006 · 2007 · 2008 · 2009 · 2010 · 2011 · 2012 · 2013 · 2014 · 2015 · 2016 · 2017 · 2018 · 2019 · 2020 · 2021 · 2022 · 2023 · 2024